# Wiersze
Wiersze (prononciation : [ˈvjɛrʂɛ]) est un village polonais de la gmina de Czosnów dans le powiat de Nowy Dwór Mazowiecki de la voïvodie de Mazovie dans le centre-est de la Pologne.
Il se situe à environ 8 kilomètres au sud-ouest de Czosnów (siège de la gmina), 12 kilomètres au sud de Nowy Dwór Mazowiecki (siège du powiat) et à 27 kilomètres au nord-ouest de Varsovie (capitale de la Pologne).

## Histoire
De 1975 à 1998, le village appartenait administrativement à la voïvodie de Varsovie.